# 조이 하조

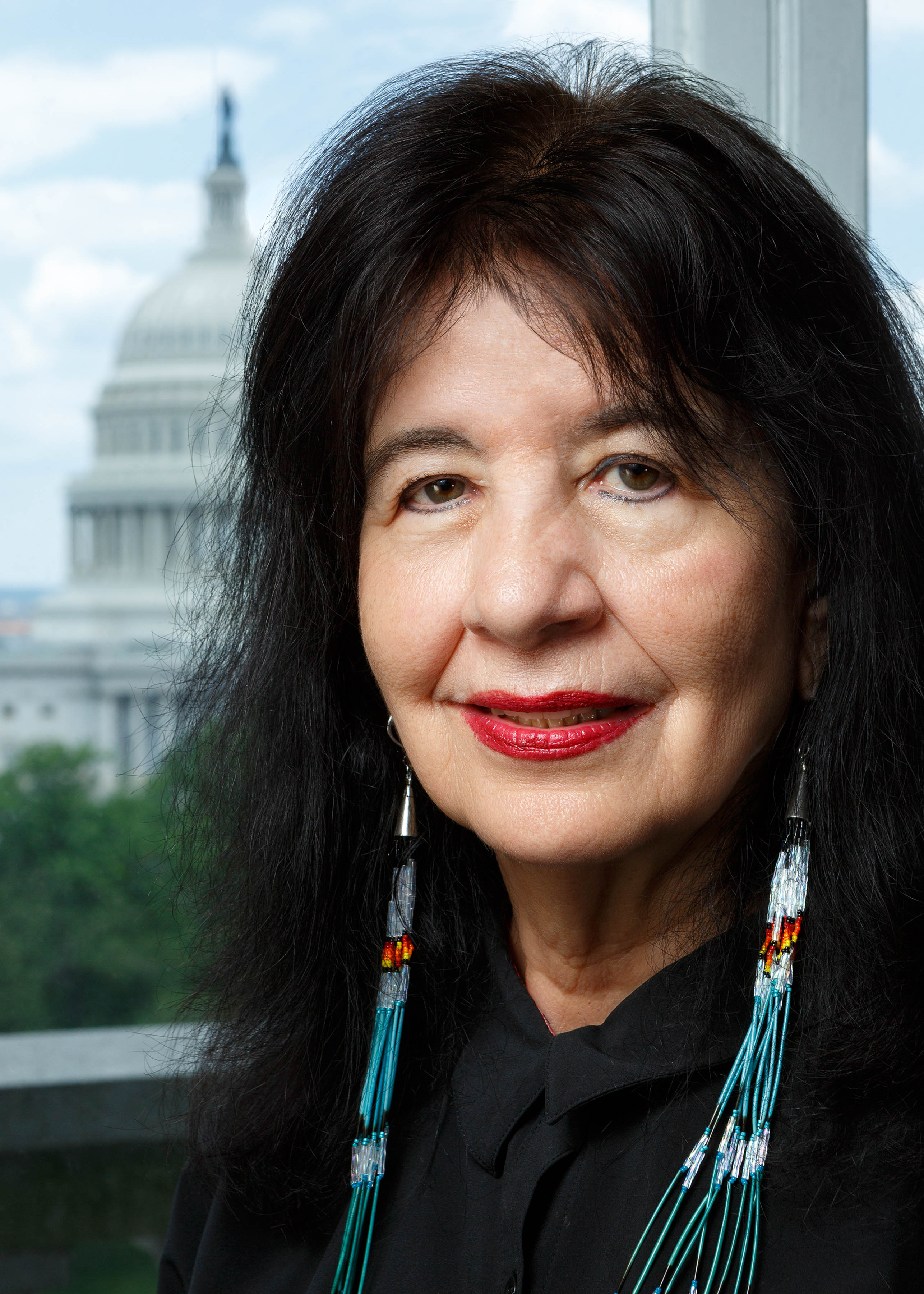
2019년 국회도서관에서 찍은 조이 하조

조이 하조(Joy Harjo, 1951년 5월 9일 ~ )는 미국의 시인이자 음악가, 작가이다.

## 생애
1951년 5월 9일 미국 오클라호마주 털사(Tulsa)에서 태어났다. 네이티브 아메리칸으로서 머스코기/크리크(Muskogee/Creek) 부족 소속이다. 하조가 오클라호마주에서 태어났으며 머스코기 부족의 일원이라는 사실은 아주 중요한 역사적 함의를 지닌다. 이런 역사적 배경은 하조의 작품 세계의 근간을 형성하고, 시인에게 네이티브 아메리칸 작가로서의 자의식을 제공해 왔다.
다른 많은 현대 네이티브 아메리칸들이 그렇듯이 하조는 복잡한 혈통을 타고났는데 이 복잡한 혈통만큼이나 하조의 삶은 상처와 트라우마로 점철해 있다. 아버지의 알코올 중독과 가정 폭력으로 하조의 부모는 시인이 어릴 때 이혼을 했고 어머니가 재혼해 생긴 새아버지 역시 가정 폭력을 휘둘렀다. 겨우 16세 되던 해 새아버지에게서 쫓겨난 하조는 샌타페이로 가서 아메리칸 인디언 미술학교(Institute of American Indian Arts)에 진학하고, 18세 무렵 동급생과 결혼해 아들을 낳지만 곧 이혼한다. 이런 상황 속에서도 하조는 학업을 포기하지 않고 앨버커키의 뉴멕시코 대학에 진학해 미술과 창작을 전공하게 되며, 이때 그녀가 만난 사람이 바로 사이먼 오티즈(Simon J. Ortiz)다. 하조는 오티즈의 시 낭송 행사에 참여하고 오티즈는 곧 하조의 멘토 역할을 하게 되는데, 1970년대 초 네이티브 아메리칸 인권 운동인 “레드 파워 운동(Red Power movement)”이 앨버커키를 중심으로 활발히 전개될 때 하조와 오티즈는 함께 이 운동의 출판물이나 선전물 제작에 참여한다. 자연스럽게 연인, 사실혼 관계로 발전한 둘 사이에 1973년 딸 레이니 돈(Rainy Dawn)이 태어난다. 하지만 두 시인은 불화로 인해 곧 결별하고, 이후 하조는 아이오와 대학에 진학해 명망 있는 아이오와 작가 워크숍(Iowa Writers’ Workshop)에서 문예 창작으로 석사 학위를 받는다.
상당히 굴곡진 삶에도 불구하고 하조가 비교적 어릴 때부터 예술의 길에 정진하고 시인으로서 입지를 다질 수 있었던 것은, 여러 인터뷰에서 언급하듯이 예술을 삶의 “구원(salvation)”으로 여겼고, 특히 시를 통해 자신의 “목소리(voice)”를 발견했기 때문이다. 또한 하조는 변함없이 아메리칸 인디언의 문화적 자산을 자신의 정체성의 원천이자 시의 원동력으로 삼아 왔다.
이러한 역사적 유산은, 다른 많은 네이티브 아메리칸 작가들의 작품에서도 발견되듯이 하조의 시 세계를 형성하고 지탱하는 뼈대이며, 시인은 자신의 시에서 이 저항의 목소리를 단순한 구호나 외침으로 사용하기보다는 매우 다양한 미학적 장치들을 통해서 재현한다. 이 때문에 하조는 스캇 마머데이(N. Scott Momaday), 제임스 웰치(James Welch), 레슬리 마몬 실코(Leslie M. Silko), 사이먼 오티즈(Simon J. Ortiz) 등과 함께 소위 “네이티브 아메리칸 르네상스” 작가로 꼽힐 뿐만 아니라, 미국 문학 전반으로 영역을 넓혀도 비평적으로 가장 칭송받는 시인 중 한 명으로 평가받는다. 또한 문학적, 정치적으로 깊은 영향을 준 에이드리언 리치(Adrienne Rich)와 오드리 로드(Audre Lorde) 이후 미국 페미니스트 문단을 대표할 수 있는 시인이다. 하조가 2019년 5월 네이티브 아메리칸 시인 최초로 미국 시인 협회(The Academy of American Poets) 임원이 되고, 6월 제23대 미국 계관 시인(United States Poet Laureate)으로 임명된 것은 이런 하조의 위상을 잘 보여 준다.
조이 하조의 첫 시집은 1975년 아홉 개의 시를 담은 ≪마지막 노래(The Last Song)≫라는 제목의 소책자로 출판되었다. 오클라호마와 뉴멕시코를 배경으로 하는 이 초기 작품들은 토착민의 억압받고 파괴된 역사에 대한 하조의 탁월한 힘과 통찰력을 보여 준다. 4년 후에는 첫 시집 ≪마지막 노래≫ 전체를 포함하는 첫 번째 장편 시집 ≪무슨 달이 나를 이렇게 만들었을까?(What Moon Drove Me to This?)≫를 출간한다. 이 시집에서 하조는 일상의 경험과 깊은 정신적 진실을 혼합하는 시들을 선보인다. 하조는 종종 자신의 글에 토착 부족들의 이야기와 역사, 페미니스트와 사회 정의 시의 전통, 토착 신화, 상징, 가치를 포함한다. 특히 주목해야 할 점은 하조의 시가 종종 특정 장소들(예를 들면, 미 남서부, 남동부, 알래스카와 하와이)에 대한 이야기를 다룬다는 점인데, 이 ‘장소의 시학’은 장소에 대한 기억을 통해 존재와 정체성의 지속을 강조하는 토착민 문화의 생존 전략을 암시한다.
이와 관련해 하조의 작품은 종종 자전적이고, 자연 세계에 대한 내용을 많이 포함하며 무엇보다 생존과 언어의 한계에 대해 몰두한다. 예컨대 1983년 출간되어 비평적 찬사를 받은 시집 ≪그녀에게는 말 몇 필이 있었네(She Had Some Horses)≫에는 토착민 전통 기도, 노래와 동물 이미지를 통합해 무언가 영적인 울림을 주는 듯한 효과를 내는 시들이 많다. 또한 자유와 자기실현을 위한 탐색을 표현하는 경향이 짙은데, 예를 들어 앤솔로지(anthology)에 가장 많이 실린 유명한 시 중 하나인 ＜그녀에게는 말 몇 필이 있었네(She Had Some Horses)＞는 모순된 개인적인 감정과 경험을 조화시켜 하나의 감각을 얻고자 애쓰는 여성의 “언어”를 묘사한다. 자연은 하조의 시에 중대한 주제다. 예를 들면 1989년 산문시집 ≪세계의 중심으로부터의 비밀(Secrets from the Center of the World)≫은 시와 함께하는 남서부 풍경에 관한 컬러 사진들을 보여 줌으로써 그녀의 시와 실제 장소가 얼마나 밀착되어 있는지를 보여 준다.
여성 조물주의 후손에 관한 이로쿼이(Iroquois) 신화를 바탕으로 한 ≪하늘에서 떨어진 여자(The Woman Who Fell from the Sky)≫(1994), ≪다음 세상으로 가는 지도 : 시와 이야기들(A Map to the Next World : Poetry and Tales)≫(2000), ≪우리가 인간이 된 방법(How We Became Human : New and Selected Poems)≫(2002) 같은 작품들에서 하조는 신화와 민속학을 바탕으로 토착민의 경험을 다양하고 다중적이며 독특한 것으로 부활시키는 작업을 지속한다. 신화, 오래된 이야기, 자서전을 이용하면서 다른 세계를 조명함으로써 문화적 기억을 탐구하고 창조하는 것이다. 최근에는 산문 및 에세이집 ≪영혼 대담, 노래 언어(Soul Talk, Song Language)≫(2011), 시집 ≪신성한 존재에 대한 갈등 해결(Conflict Resolution for Holy Beings)≫(2015)을 출간했다.
하조는 시뿐만 아니라 다방면의 예술 분야에서 왕성하게 활동하는 다재다능한 예술가로서, 색소폰 연주가, 보컬리스트, 쇼 호스트이기도 하다. 포에틱 저스티스(Poetic Justice)라는 이름의 재즈 밴드를 이끌면서 정기적인 공연을 하고 몇몇 음반을 발매하기도 했으며 최근에는 애로우 다이내믹스(Arrow Dynamics)라는 팀과 투어를 진행하고 있다. 시인은 ≪레드 드림스(Red Dreams)≫와 ≪트레일 비욘드 티어즈(A Trail Beyond Tears)≫(2010)를 포함해 오리지널 음악 앨범 4장을 발표했으며 2009년 올해의 최우수 토착 여성 아티스트상(Native American Music Award for Best Female Artist of the Year)을 받았다. 2009년부터는 ＜윙스 오브 나이트 스카이, 윙스 오브 모닝 라이트(Wings of Night Sky, Wings of Morning Light)＞라는 자신만의 원 우먼 쇼(one-woman show)를 진행하고 있으며, 뮤지컬 ＜재즈가 발명되었을 때 우린 거기 있었다(We Were There When Jazz Was Invented)＞를 제작하기도 했다.
한편 하조는 애리조나 대학교, 애리조나 주립대학교, 뉴멕시코 대학, 일리노이 주립대학교 등 여러 대학의 영문과 및 문예 창작과 교수로 재직했으며, 2016년부터는 테네시 대학교 문예 창작과 교수로 재직 중이다. 또한 토착 예술 재단(Native Arts and Cultures Foundation)의 창립 멤버로서 후 세대 네이티브 아메리칸 예술가 양성에 힘을 쏟고 있다. 시인은 수많은 상을 받았는데 대표적으로 아메리카 토착민 작가 협회 평생 공로상(Lifetime Achievement Award from the Native Writers Circle of the Americas), 미국 시인 협회 월리스 스티븐스상(Wallace Stevens Award from the Academy of American Poets), 미국 시 협회 윌리엄 카를로스 윌리엄스상(Wallace Stevens Award from the Poetry Society of America), 루스 릴리상 시 부문(Ruth Lilly Prize in Poetry)이 있으며, 특히 2012년 회고록 ≪미치도록 용감한(Crazy Brave : A Memoir)≫은 아메리칸 북 어워드(American Book Award)와 2013년 미국 펜 센터상(PEN Center USA price) 논픽션 부문을 수상했다. 2019년 9월 미국 계관 시인으로서 임기를 시작하는 동시에 9번째 시집 ≪미국의 일출(An American Sunrise : Poems)≫을 출간해 다시 한번 큰 관심을 받고 있다.